# Resolució 1250 del Consell de Seguretat de les Nacions Unides
La Resolució 1250 del Consell de Seguretat de les Nacions Unides fou adoptada per unanimitat el 29 de juny de 1999. Després de reafirmar totes les resolucions sobre la situació a Xipre, en particular la resolució 1218 (1998), el Consell va dirigir la missió de bons oficis a Xipre del Secretari General Kofi Annan.
El Consell de Seguretat va reiterar la seva preocupació per la manca de progrés cap a una solució política del conflicte de Xipre. Va subratllar el seu ple suport a la missió dels bons oficis del Secretari General amb l'objectiu de reduir la tensió i promoure el progrés cap a una resolució a Xipre. Tant la República de Xipre com Xipre del Nord els preocupava que es tractaria en les negociacions.
La resolució va demanar al secretari general que convidés als dos líders de les comunitats a Xipre a negociacions a la tardor de 1999. Es va instar els dos líders a comprometre's amb els següents principis:
(a) cap condició prèvia;
(b) tots els problemes a la taula;
(c) continuar negociant fins que s'aconsegueixi una solució;
(d) consideració de les resolucions i els tractats de les Nacions Unides.
També es va exigir que creessin un clima positiu a l'illa en el període previ a la negociació a la tardor de 1999. Finalment, es va demanar al Secretari General que informés al Consell l'1 de desembre de 1999 sobre els esdeveniments a Xipre. La Resolució 1251 va aprovar el mateix dia prorrogar el mandat de la Força de les Nacions Unides pel Manteniment de la Pau a Xipre.